# Satay

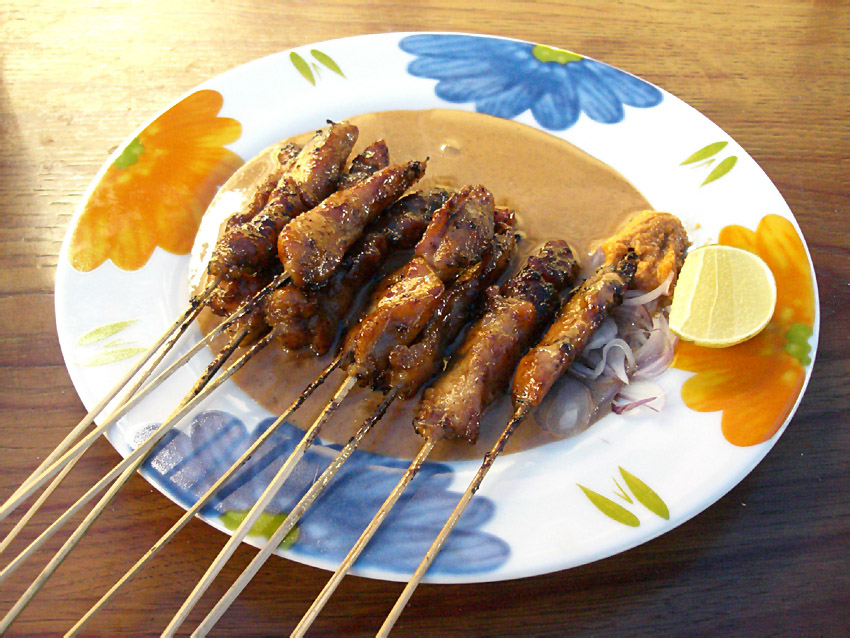
Satay Ponorogo, Indonésia

Satay é uma espetada malaia ou indonésia, que consiste de carne temperada e grelhada em espetos de madeira, e servida normalmente com molho de amendoim.